# 長野風花
長野 風花（ながの ふうか、1999年3月9日 - ）は、東京都江戸川区船堀出身 の女子サッカー選手。イングランド・リヴァプールFCウィメン所属。サッカー日本女子代表。主に守備的ミッドフィールダーとしてプレーする。

## 経歴

### 幼少期
5歳のとき、地元のサッカークラブ・FCパルティレに所属していた兄2人の練習を観に行ったのがきっかけで同クラブでサッカーを始めた。母親に「一緒にやっておいで」と促され、すぐにその魅力にはまったという。小学生の頃は男子に混じってプレーし、女子の大会には江戸川レディースの登録メンバーとして出場していた。
2009年に江戸川トレセン、2010年にはナショナルトレセンU-12関東に選出されるなど 徐々にその才能を開花させていく。

### 中学時代
2011年、中学への進学を機に「レベルの高いところでサッカーをしたい」と受けた浦和レッズレディースJr.ユースのセレクションに合格。以降、Jr.ユース、ユースの中心選手として活躍し、2014年にはわずか15歳でトップチーム登録を果たしている。
2012年、6月に高倉麻子が監督を務めるJFAエリートプログラム女子U-14トレーニングキャンプに参加し、10月のU-14日本女子選抜韓国遠征に帯同するなど、活躍の場を日本代表に移し始める。12月には13歳でナショナルトレセン女子U-15東日本に選出された。
2013年、2月に行われた日本女子代表候補合同合宿において、飛び級でU-16日本女子代表候補に選出され、4月のU-16代表コスタリカ遠征メキシコ戦で代表としての初ゴールを記録した。招集当初は途中交代や途中出場が主だったが、9月に行われたAFC U-16女子選手権（中国・南京）のグループステージ第2戦のイラン戦で初めてフル出場を果たした。同大会では決勝、準決勝を含む3試合で先発、2得点するなどの活躍で、日本のU-17W杯出場権獲得とアジア制覇に大きく貢献し、年上に混じって中心メンバーに名を連ねるようになった。

### 高校時代

#### 2014年
3月に開催されたFIFA U-17女子W杯（コスタリカ）では背番号15を背負い、決勝トーナメント全3試合を含む5試合にフル出場という、飛び級招集されたチーム最年少選手としては異例の重責を担った。特に準決勝のベネズエラ戦ではチームに勢いを与える先制ゴールを決めるなど攻守にわたってチームの要として活躍し、日本のU-17W杯初制覇の立役者の一人となった。
4月、都立飛鳥高校に進学。このシーズンから、クラブにおいてユースとトップチームを掛け持つようになり、7月6日のリーグ第12節吉備国大戦でなでしこリーグデビューを果たした。

#### 2015年
翌年のFIFA U-17女子W杯（ヨルダン）出場を目指すU-16日本女子代表立ち上げに際して、監督に就任した楠瀬直木から背番号10とキャプテンマークを託された。11月、U-17W杯出場権をかけたAFC U-16女子選手権（中国・武漢）に出場。初戦のウズベキスタン戦でチームの大会第1号となる得点を決めるなどの活躍で味方を牽引し、見事にU-17W杯出場権を獲得。しかし、グループリーグで引き分けた北朝鮮との再戦となった雨の中の決勝において、前半終了間際にセットプレーから失点し、アジア制覇は逃した。

#### 2016年
7月3日に行われたリーグカップ第5節AC長野戦で、相手DF3人を引き連れたままのドリブルから先制点となる左足ミドルシュートを決め、リーグ公式戦初ゴールを上げた。
10月、自身2度目となるU-17W杯に出場。FIFAから「大会に参加する336選手中ただひとり既にタイトルを持っている特別な選手」と紹介されるなど個人としても注目を集める中、日本選手で唯一全試合にフル出場し、グループリーグのパラグアイ戦でPOMに選出されるなどの活躍でチームを決勝へと導く。
迎えた決勝の北朝鮮戦、前年のU-16選手権の雪辱を期して臨んだ日本は、相手の散発的なロングボールとファールを厭わない守備 に苦しめられながらも、長野を中心に「ボール支配率60%、シュート数24：7」という圧倒的な内容で試合を進めたが、最後まで相手ゴールを割ることが出来ずにPK戦で敗れた。試合直後にキャプテンとしてインタビューに応じた長野は90分で試合を決められなかった事を悔やみ、「やるべき事がまだ甘かった。でも皆とやってこられて良かったです」と涙を拭いながら答えた。
チームによるU-17W杯連覇は叶わなかったが、長野個人は、岩渕真奈、杉田妃和に続く日本人3人目の大会MVPに輝いた。FIFAはMVP授与にあたって「大会を通じて類い稀なリーダーシップと傑出した個人技を披露し、その戦術眼、統率力、パスのタイミングにおいて常に目を引く存在だった」と長野への賛辞を惜しまなかった。
12月1日、AFCアワード2016において、アジア年間最優秀ユース選手賞を受賞。翌年3月10日に都内にて記念の盾を授与された。
12月18日、横浜国際総合競技場で行われたFIFAクラブワールドカップ2016決勝後の表彰式において、スペシャルゲストとして登場し、優勝トロフィープレゼンターを務めた。
12月29日、トップチームへの昇格内定が発表され、2017シーズンから正式に浦和レッズレディースの一員となる事が決定した。

### 2017年
2017年、筑波大学に進学。U-19女子代表候補として参加した5月のアメリカ遠征において、試合中に相手選手のスパイクで左脛を抉られ長期離脱を余儀なくされる。結果的に新人としてのデビューイヤーのリーグ戦は1試合の出場に留まった。10月、前年のU-17に引き続き背番号10を託されて臨んだU-19女子アジア選手権において、チームでただひとり全試合に先発し日本のアジア連覇に大きく貢献。翌年フランスで行われるU-20W杯の出場権を獲得した。

### 2018年
2018年、3月19日にジュニアユース時代から所属した浦和レッズレディースを離れ、韓国WKリーグの仁川現代製鉄レッドエンジェルズへ移籍することが発表された。この移籍は、長野が前年の11月から3ヶ月間参加していたイングランドのチェルシーLFCの練習 で知り合った韓国代表MFのチ・ソヨンが現代製鉄に長野を推薦した事により実現した。移籍発表1ヶ月後の開幕戦から先発出場し、4月30日の第2節で初アシスト、6月1日の第9節で初ゴールを記録した。
5月23日、サッカー日本女子代表が6月に行うニュージーランド遠征になでしこジャパンとして初召集される事が発表された。
8月、フランスで行われたU-20W杯において再び10番を背負い、守備陣以外では唯一、決勝までの6試合全てにフル出場。特に準決勝のイングランド戦ではPOMに輝き、決勝のスペイン戦では試合を決定づけるチームの3点目を叩き込むなどの活躍で、日本女子サッカー史上初となるU-20W杯優勝に大きく貢献した。これにより日本は女子W杯全てのカテゴリーでチャンピオンに輝いた史上初の国となり、長野自身も、キャプテンの南萌華、宮川麻都、佐藤瑞夏ら3人と共に、日本で初めて2つのユースカテゴリーを制覇した選手となった。
11月11日、鳥取市営サッカー場で行われたノルウェーとの国際親善試合で後半開始から途中出場し、19歳8ヶ月で、なでしこジャパンデビューを飾った。

### 2019年
1月17日、なでしこリーグ2部のちふれASエルフェン埼玉にチーム唯一のプロ契約選手として移籍することを発表、日本リーグに復帰した。後のインタビューで、WKリーグのオフシーズンに練習参加した際に菅澤大我の指導法に感銘を受けたためと移籍理由を語っている。

### 2021年
1月7日にマイナビ仙台レディースへ移籍することが発表された。攻撃の中心として活躍し、前半戦は優勝争いするまでに押し上げた。
東アジアE－1選手権では10番を任され連覇に貢献。

### 2022年
7月12日、アメリカNWSLのノースカロライナ・カレッジへ完全移籍することが発表された。

### 2023年

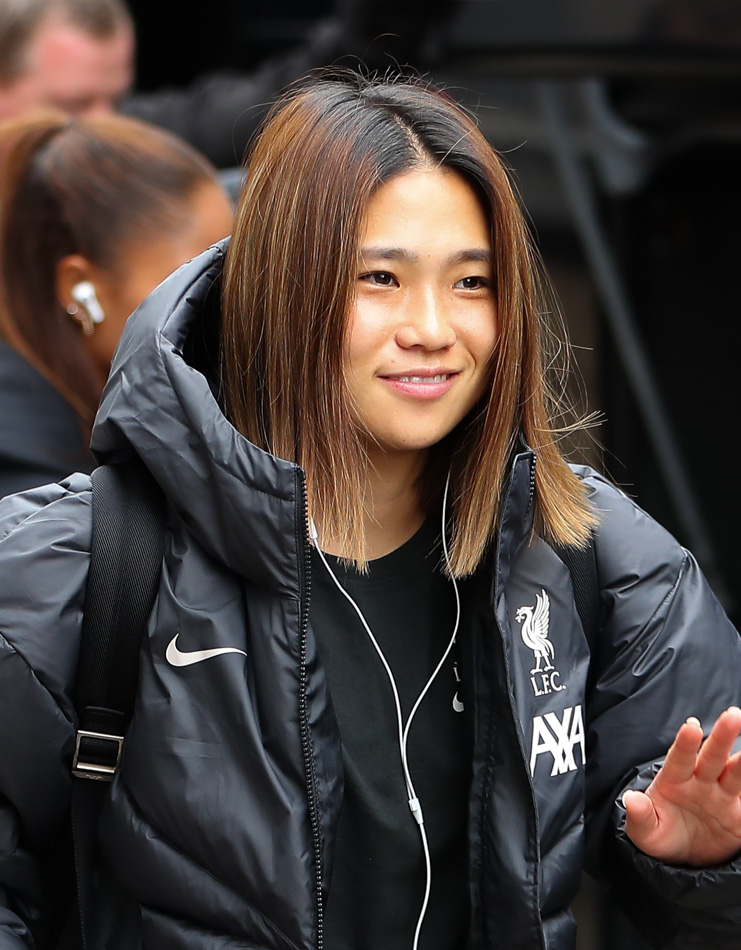
2024年

1月14日、イングランドWSLのリヴァプールFCウィメンへの加入が発表された。
6月13日、2023 FIFA女子ワールドカップのなでしこジャパンに選出された。

### 2024年
6月14日、2024年パリオリンピックに出場するなでしこジャパンメンバーに選出された。

## 選手としての特徴
長野も得意なプレーに「ためをつくること、起点となるパス」と挙げているように、的確な状況判断からのパスや守備が持ち味である。特に縦パスはユース所属時でもトップリーグで通用するほど質が良く、2016年のU-17W杯準決勝のスペイン戦で見せた堅守を誇る相手のオウンゴール誘発の起点となったスルーパスはサッカーファンを唸らせた。この試合で長野は他にも決定的なシーンをつくる縦パスを通し、あわやゴールかという30mのフリーキックを披露するなど優勝候補チームの10番にふさわしい活躍を見せている。
飛び級招集された当初からトーナメントの連戦にフル出場できるだけの体力の持ち主でもあるが、これは長野が「サッカーでは年齢に関係なく相手のチームより走らないと勝てない」という考えのもと、中学時代からオフを返上して走り込んだ努力の賜物である。長野のこの「練習以外でも自主的にパフォーマンス向上に取り組む姿勢」は、いくつかのインタビューでも一貫している。

## 個人成績

### クラブ
ユース
| 国内大会個人成績 | 国内大会個人成績              | 国内大会個人成績 | 国内大会個人成績 | 国内大会個人成績 | 国内大会個人成績 | 国内大会個人成績 | 国内大会個人成績 | 国内大会個人成績 | 国内大会個人成績 | 国内大会個人成績 | 国内大会個人成績 | 国内大会個人成績 | 国内大会個人成績 |
| 年度             | クラブ                        | 背番号           | リーグ           | リーグ戦         | リーグ戦         | リーグ杯         | リーグ杯         | オープン杯       | オープン杯       | オープン杯       | オープン杯       | 期間通算         | 期間通算         |
| 年度             | クラブ                        | 背番号           | リーグ           | 出場             | 得点             | 出場             | 得点             | 出場             | 出場             | 得点             | 得点             | 出場             | 得点             |
| 日本             | 日本                          | 日本             | 日本             | リーグ戦         | リーグ戦         | 関東U15          | 関東U15          | 全日本U15        | 全日本U15        | 全日本U15        | 全日本U15        | 期間通算         | 期間通算         |
| ---------------- | ----------------------------- | ---------------- | ---------------- | ---------------- | ---------------- | ---------------- | ---------------- | ---------------- | ---------------- | ---------------- | ---------------- | ---------------- | ---------------- |
| 2011             | 浦和レッズレディースJr.ユース | 49               | 埼玉県2部        | 1                | 4                | 2                | 2                | 4                | 4                | 1                | 1                | 7                | 7                |
| 2012             | 浦和レッズレディースJr.ユース | 31               | 埼玉県           | 2                | 2                | 3                | 3                | 5                | 5                | 3                | 3                | 10               | 8                |
| 日本             | 日本                          | 日本             | 日本             | リーグ戦         | リーグ戦         | 関東Ｙ           | 関東Ｙ           | 全日Ｙ           | 全日Ｙ           | 皇后杯           | 皇后杯           | 期間通算         | 期間通算         |
| 2013             | 浦和レッズレディースユース    | 8                | 関東             | 7                | 1                | 1                | 0                | 3                | 1                | -                | -                | 16               | 4                |
| 2013             | 浦和レッズレディースユース    | 8                | プリンセス       | 5                | 2                | 1                | 0                | 3                | 1                | -                | -                | 16               | 4                |
| 2014             | 浦和レッズレディースユース    | 8                | 関東             | 10               | 0                | 3                | 0                | 3                | 0                | 1                | 0                | 18               | 0                |
| 2014             | 浦和レッズレディースユース    | 8                | プリンセス       | 1                | 0                | 3                | 0                | 3                | 0                | 1                | 0                | 18               | 0                |
| 2015             | 浦和レッズレディースユース    | 8                | 関東1部          | 14               | 4                | 2                | 2                | 4                | 1                | -                | -                | 22               | 8                |
| 2015             | 浦和レッズレディースユース    | 8                | プリンセス       | 2                | 1                | 2                | 2                | 4                | 1                | -                | -                | 22               | 8                |
| 2016             | 浦和レッズレディースユース    | 10               | 関東1部          | 6                | 0                | 1                | 0                | 4                | 3                | -                | -                | 11               | 3                |
| 通算             | 日本                          | 日本             | 3部              | 17               | 1                | 4                | 0                | 7                | 7                | 1                | 1                | 28               | 2                |
| 通算             | 日本                          | 日本             | 4部              | 23               | 10               | 8                | 7                | 17               | 17               | 8                | 8                | 48               | 25               |
| 通算             | 日本                          | 日本             | その他           | 8                | 3                | -                | -                | -                | -                | -                | -                | 8                | 3                |
| 総通算           | 総通算                        | 総通算           | 総通算           | 48               | 14               | 12               | 7                | 24               | 24               | 9                | 9                | 84               | 30               |

※ユース時代の赤字の記録は出場・得点が判明している試合分のみ記載。
シニア
| クラブ                     | シーズン       | リーグ         | 背番号 | リーグ戦 | リーグ戦 | カップ戦 | カップ戦 | リーグ杯 | リーグ杯 | UEFA | UEFA | 合計 | 合計 |
| クラブ                     | シーズン       | リーグ         | 背番号 | 出場     | 得点     | 出場     | 得点     | 出場     | 得点     | 出場 | 得点 | 出場 | 得点 |
| -------------------------- | -------------- | -------------- | ------ | -------- | -------- | -------- | -------- | -------- | -------- | ---- | ---- | ---- | ---- |
| 浦和レッズレディース       | 2014           | なでしこ       | 34     | 3        | 0        | 0        | 0        | —        | —        | —    | —    | 3    | 0    |
| 浦和レッズレディース       | 2015           | なでしこ1部    | 27     | 14       | 0        | 1        | 0        | —        | —        | —    | —    | 15   | 0    |
| 浦和レッズレディース       | 2016           | なでしこ1部    | 24     | 5        | 0        | 1        | 0        | 8        | 1        | —    | —    | 14   | 1    |
| 浦和レッズレディース       | 2017           | なでしこ1部    | 15     | 1        | 0        | 2        | 0        | 4        | 0        | —    | —    | 7    | 0    |
| 浦和レッズレディース       | 通算           | 通算           | 通算   | 23       | 0        | 4        | 0        | 12       | 1        | 0    | 0    | 39   | 1    |
| 現代製鉄レッドエンジェルズ | 2018           | WK             | 28     | 21       | 1        | —        | —        | —        | —        | —    | —    | 21   | 1    |
| ちふれASエルフェン埼玉     | 2019           | なでしこ2部    | 26     | 16       | 1        | 4        | 0        | 8        | 0        | -    | -    | 28   | 1    |
| ちふれASエルフェン埼玉     | 2020           | なでしこ2部    | 11     | 18       | 0        | 2        | 1        | —        | —        | —    | —    | 20   | 1    |
| ちふれASエルフェン埼玉     | 通算           | 通算           | 通算   | 34       | 1        | 6        | 1        | 8        | 0        | 0    | 0    | 48   | 2    |
| マイナビ仙台レディース     | 2021-22        | WE             | 11     | 20       | 0        | 1        | 0        | —        | —        | —    | —    | 21   | 0    |
| ノースカロライナ・カレッジ | 2022           | NWSL           | 18     | 11       | 2        | —        | —        | -        | -        | —    | —    | 11   | 2    |
| リヴァプール               | 2022-23        | WSL            | 8      | 11       | 0        | 1        | 0        | 1        | 0        | -    | -    | 13   | 0    |
| リヴァプール               | 2023-24        | WSL            | 8      | 21       | 0        | 2        | 0        | 2        | 0        | -    | -    | 25   | 0    |
| リヴァプール               | 2024-25        | WSL            | 8      | 21       | 1        | 2        | 0        | 3        | 0        | -    | -    | 26   | 1    |
| リヴァプール               | 通算           | 通算           | 通算   | 53       | 1        | 5        | 0        | 6        | 0        | 0    | 0    | 64   | 1    |
| 通算                       | 日本           | 日本           | 1部    | 43       | 0        | 5        | 0        | 12       | 1        | 0    | 0    | 60   | 1    |
| 通算                       | 日本           | 日本           | 2部    | 34       | 1        | 6        | 1        | 8        | 0        | 0    | 0    | 48   | 2    |
| 通算                       | 韓国           | 韓国           | 1部    | 21       | 1        | 0        | 0        | 0        | 0        | 0    | 0    | 21   | 1    |
| 通算                       | アメリカ合衆国 | アメリカ合衆国 | 1部    | 11       | 2        | 0        | 0        | 0        | 0        | 0    | 0    | 11   | 2    |
| 通算                       | イングランド   | イングランド   | 1部    | 53       | 1        | 5        | 0        | 6        | 0        | 0    | 0    | 64   | 1    |
| 総通算                     | 総通算         | 総通算         | 総通算 | 162      | 5        | 16       | 1        | 26       | 1        | 0    | 0    | 204  | 7    |

- 日本女子サッカーリーグ
  - 初出場 - 2014年7月6日 なでしこリーグレギュラーシリーズ 第12節 FC吉備国際大学Charme戦 (kankoスタジアム)[66]
  - 初得点 - 2019年4月20日 なでしこリーグ2部 第4節 セレッソ大阪堺レディース戦 (南津守さくら公園スポーツ広場)[66]

- WEリーグ
  - 初出場 - 2021年9月12日 第1節 ノジマステラ神奈川相模原戦 (ユアテックスタジアム仙台)[67]

- ナショナル・ウィメンズ・サッカーリーグ
  - 初出場 - 2022年8月25日 第2節 ポートランド・ソーンズFC戦 (ファースト・ホライゾン・スタジアム（英語版）)[68]
  - 初得点 - 2022年9月5日 第3節 NJ/NY ゴッサムFC戦 (スポーツ・イラストレイテッド・スタジアム)[68]

- ウィメンズ・スーパーリーグ
  - 初出場 - 2023年2月12日 第10節 レスター・シティ戦 (プレントン・パーク（英語版）)[68]
  - 初得点 - 2025年3月15日 第16節 マンチェスター・ユナイテッド戦 (アンフィールド)[68]

### 代表
- 2018年11月11日 - 日本女子代表初出場 -  ノルウェー戦 (国際親善試合)
- 2022年7月19日 - 日本女子代表初得点 -  韓国戦 (EAFF E-1サッカー選手権2022)

#### 主な出場大会
- U-16日本代表
  - 2013年 - AFC U-16女子選手権2013
  - 2015年 - AFC U-16女子選手権2015
- U-17日本代表
  - 2014年 - 2014 FIFA U-17女子ワールドカップ
  - 2016年 - 2016 FIFA U-17女子ワールドカップ
- U-19日本代表
  - 2017年 - AFC U-19女子選手権2017
- U-20日本代表
  - 2018年 - 2018 FIFA U-20女子ワールドカップ
- 日本女子代表(なでしこジャパン)
  - 2022年 - 2022 AFC女子アジアカップ
  - 2022年 - EAFF E-1サッカー選手権2022
  - 2023年 - 2023 FIFA女子ワールドカップ
  - 2024年 - 2024年パリオリンピック
  - 2025年 - 2025 シービリーブスカップ

#### 試合数
| 日本代表 | 国際Aマッチ | 国際Aマッチ |
| 年       | 出場        | 得点        |
| -------- | ----------- | ----------- |
| 2018     | 1           | 0           |
| 2021     | 2           | 0           |
| 2022     | 13          | 1           |
| 2023     | 17          | 0           |
| 2024     | 12          | 0           |
| 2025     | 6           | 0           |
| 通算     | 51          | 1           |

2025年6月27日現在

#### 代表戦出場歴（世代別含む）
| 出場試合一覧                     | 出場試合一覧         | 出場試合一覧     | 出場試合一覧                   | 出場試合一覧         | 出場試合一覧     | 出場試合一覧     | 出場試合一覧     | 出場試合一覧     | 出場試合一覧     |
| 日付                             | 大会                 | ＃               | 会場                           | 対戦相手             | 結果             | 交代             | ゴール           | 備考             | 詳細             |
| U-14日本女子選抜                 | U-14日本女子選抜     | U-14日本女子選抜 | U-14日本女子選抜               | U-14日本女子選抜     | U-14日本女子選抜 | U-14日本女子選抜 | U-14日本女子選抜 | U-14日本女子選抜 | U-14日本女子選抜 |
| -------------------------------- | -------------------- | ---------------- | ------------------------------ | -------------------- | ---------------- | ---------------- | ---------------- | ---------------- | ---------------- |
| 2012/10/29                       | 韓国遠征             | 20               | 韓国／坡州                     | U-14韓国             | ○ 4-2            |                  |                  | 30分×2           | 詳細             |
| 2012/10/31                       | 韓国遠征             | 20               | 韓国／坡州                     | U-14韓国             | ● 0-1            | 42分             |                  | 30分×2           | 詳細             |
| U-16日本女子代表                 |                      |                  |                                |                      |                  |                  |                  |                  |                  |
| 2013/04/24                       | コスタリカ遠征       | 15               | コスタリカ／サンホセ           | U-16コスタリカ       | ○ 6-0            | 65分             |                  |                  | 詳細             |
| 2013/04/26                       | コスタリカ遠征       | 15               | コスタリカ／アラフエラ         | U-16メキシコ         | ○ 2-0            | 59分             | 72分             |                  | 詳細             |
| 2013/04/28                       | コスタリカ遠征       | 15               | コスタリカ／サンホセ           | U-16アメリカ         | ○ 4-1            | 67分             |                  |                  | 詳細             |
| 2013/09/30                       | AFC U-16女子選手権   | 15               | 中国／南京                     | U-16イラン           | ○ 9-0            |                  | 45+1分, 90分     |                  | 詳細             |
| 2013/10/03                       | AFC U-16女子選手権   | 15               | 中国／南京                     | U-16タイ             | ○ 6-0            | 87分             |                  |                  | 詳細             |
| 2013/10/06                       | AFC U-16女子選手権   | 15               | 中国／南京                     | U-16北朝鮮           | △ 1-1 (PK6-5)    | 64分             |                  | 🏆 優勝          | 詳細             |
| U-17日本女子代表                 |                      |                  |                                |                      |                  |                  |                  |                  |                  |
| 2014/02/05                       | U-17女子NTC招待      | 18               | アメリカ／カーソン             | U-17ニュージーランド | ○ 5-0            | HT分             |                  |                  | 詳細             |
| 2014/02/07                       | U-17女子NTC招待      | 18               | アメリカ／カーソン             | U-17中国             | △ 0-0            | 77分             |                  |                  | 詳細             |
| 2014/02/09                       | U-17女子NTC招待      | 18               | アメリカ／カーソン             | U-17アメリカ         | ● 1-2            | 59分             |                  |                  | 詳細             |
| 2014/03/16                       | FIFA U-17女子W杯     | 15               | コスタリカ／チバス             | U-17スペイン         | ○ 2-0            |                  |                  |                  | 詳細             |
| 2014/03/19                       | FIFA U-17女子W杯     | 15               | コスタリカ／チバス             | U-17パラグアイ       | ○ 10-0           |                  |                  |                  | 詳細             |
| 2014/03/27                       | FIFA U-17女子W杯     | 15               | コスタリカ／リベリア           | U-17メキシコ         | ○ 2-0            |                  |                  |                  | 詳細             |
| 2014/03/31                       | FIFA U-17女子W杯     | 15               | コスタリカ／リベリア           | U-17ベネズエラ       | ○ 4-1            |                  | 13分             |                  | 詳細             |
| 2014/04/04                       | FIFA U-17女子W杯     | 15               | コスタリカ／サンホセ           | U-17スペイン         | ○ 2-0            |                  |                  | 🏆 初優勝        | 詳細             |
| U-16日本女子代表 ⓒ               |                      |                  |                                |                      |                  |                  |                  |                  |                  |
| 2015/11/05                       | AFC U-16女子選手権   | 10               | 中国／武漢                     | U-16ウズベキスタン   | ○ 4-0            |                  | 54分             |                  | 詳細             |
| 2015/11/07                       | AFC U-16女子選手権   | 10               | 中国／武漢                     | U-16中華台北         | ○ 6-0            | HT分             |                  |                  | 詳細             |
| 2015/11/09                       | AFC U-16女子選手権   | 10               | 中国／武漢                     | U-16北朝鮮           | △ 1-1            |                  |                  |                  | 詳細             |
| 2015/11/12                       | AFC U-16女子選手権   | 10               | 中国／武漢                     | U-16タイ             | ○ 8-0            |                  |                  |                  | 詳細             |
| 2015/11/15                       | AFC U-16女子選手権   | 10               | 中国／武漢                     | U-16北朝鮮           | ● 0-1            |                  |                  | 準優勝           | 詳細             |
| U-17日本女子代表 ⓒ               |                      |                  |                                |                      |                  |                  |                  |                  |                  |
| 2016/02/11                       | U-17女子NTC招待      | 10               | アメリカ／カーソン             | U-18韓国             | ○ 5-0            |                  |                  |                  | 詳細             |
| 2016/02/13                       | U-17女子NTC招待      | 10               | アメリカ／カーソン             | U-17イングランド     | △ 1-1            | HT分             |                  |                  | 詳細             |
| 2016/02/15                       | U-17女子NTC招待      | 10               | アメリカ／カーソン             | U-17アメリカ         | ● 1-2            |                  |                  |                  | 詳細             |
| 2016/07/12                       | CFA国際女子ユース    | 10               | 中国／山東省                   | U-17カナダ           | ○ 3-1            |                  |                  |                  | 詳細             |
| 2016/07/14                       | CFA国際女子ユース    | 10               | 中国／山東省                   | U-17中国             | ● 0-1            |                  |                  |                  | 詳細             |
| 2016/07/16                       | CFA国際女子ユース    | 10               | 中国／山東省                   | U-17ニュージーランド | ○ 5-1            | 82分             |                  |                  | 詳細             |
| 2016/10/01                       | FIFA U-17女子W杯     | 10               | ヨルダン／ザルカ               | U-17ガーナ           | ○ 5-0            |                  |                  |                  | 詳細             |
| 2016/10/04                       | FIFA U-17女子W杯     | 10               | ヨルダン／アンマン             | U-17パラグアイ       | ○ 5-0            |                  |                  | POM              | 詳細             |
| 2016/10/08                       | FIFA U-17女子W杯     | 10               | ヨルダン／アンマン             | U-17アメリカ         | ○ 3-2            |                  |                  |                  | 詳細             |
| 2016/10/13                       | FIFA U-17女子W杯     | 10               | ヨルダン／イルビド             | U-17イングランド     | ○ 3-0            |                  |                  |                  | 詳細             |
| 2016/10/17                       | FIFA U-17女子W杯     | 10               | ヨルダン／アンマン             | U-17スペイン         | ○ 3-0            |                  |                  |                  | 詳細             |
| 2016/10/21                       | FIFA U-17女子W杯     | 10               | ヨルダン／アンマン             | U-17北朝鮮           | △ 0-0 (PK4-5)    |                  |                  | 準優勝／大会MVP  | 詳細             |
| U-19日本女子代表                 |                      |                  |                                |                      |                  |                  |                  |                  |                  |
| 2017/05/19                       | アメリカ遠征         | 10               | アメリカ／ロサンゼルス         | U-18アメリカ         | ○ 1-0            | HT分             |                  |                  | 詳細             |
| 2017/05/22                       | アメリカ遠征         | 10               | アメリカ／ロサンゼルス         | U-19アメリカ         | ○ 2-1            | 51分             |                  | 負傷交代         | 詳細             |
| 2017/09/10                       | NSWI杯CFA国際        | 15               | 中国／都勻市                   | U-19アメリカ         | ● 0-1            |                  |                  |                  | 詳細             |
| 2017/09/12                       | NSWI杯CFA国際        | 15               | 中国／都勻市                   | U-19イラン           | ○ 5-1            | HT分             | 45+3分           |                  | 詳細             |
| 2017/09/14                       | NSWI杯CFA国際        | 15               | 中国／都勻市                   | U-19中国             | △ 1-1            |                  |                  |                  | 詳細             |
| 2017/10/16                       | AFC U-19女子選手権   | 10               | 中国／南京                     | U-19ベトナム         | ○ 8-0            | 64分             |                  |                  | 詳細             |
| 2017/10/19                       | AFC U-19女子選手権   | 10               | 中国／南京                     | U-19オーストラリア   | ○ 5-1            | 74分             |                  |                  | 詳細             |
| 2017/10/22                       | AFC U-19女子選手権   | 10               | 中国／南京                     | U-19韓国             | ○ 2-0            | HT分             |                  |                  | 詳細             |
| 2017/10/25                       | AFC U-19女子選手権   | 10               | 中国／南京                     | U-19中国             | ○ 5-0            |                  |                  |                  | 詳細             |
| 2017/10/28                       | AFC U-19女子選手権   | 10               | 中国／南京                     | U-19北朝鮮           | ○ 1-0            |                  |                  | 🏆 優勝          | 詳細             |
| U-20日本女子代表                 |                      |                  |                                |                      |                  |                  |                  |                  |                  |
| 2018/04/04                       | フランス遠征         | 15               | フランス／コンカルノー         | U-20フランス         | ○ 2-0            |                  |                  |                  | 詳細             |
| 2018/04/07                       | フランス遠征         | 15               | フランス／ディナン             | U-20フランス         | ● 0-2            |                  |                  |                  | 詳細             |
| 2018/07/29                       | 国際親善試合         | 5                | オランダ／グルースベーク       | U-20オランダ         | △ 2-2            |                  |                  |                  | 詳細             |
| 2018/08/06                       | FIFA U-20女子W杯     | 10               | フランス／コンカルノー         | U-20アメリカ         | ○ 1-0            |                  |                  |                  | 詳細             |
| 2018/08/09                       | FIFA U-20女子W杯     | 10               | フランス／コンカルノー         | U-20スペイン         | ● 0-1            |                  |                  |                  | 詳細             |
| 2018/08/13                       | FIFA U-20女子W杯     | 10               | フランス／ヴェンヌ             | U-20パラグアイ       | ○ 6-0            |                  |                  |                  | 詳細             |
| 2018/08/17                       | FIFA U-20女子W杯     | 10               | フランス／ヴェンヌ             | U-20ドイツ           | ○ 3-1            |                  |                  |                  | 詳細             |
| 2018/08/20                       | FIFA U-20女子W杯     | 10               | フランス／ヴェンヌ             | U-20イングランド     | ○ 2-0            |                  |                  | POM              | 詳細             |
| 2018/08/24                       | FIFA U-20女子W杯     | 10               | フランス／ヴェンヌ             | U-20スペイン         | ○ 3-1            |                  | 65分             | 🏆 初優勝        | 詳細             |
| 日本女子代表（なでしこジャパン） |                      |                  |                                |                      |                  |                  |                  |                  |                  |
| 2018/11/11                       | 国際親善試合         | 27               | 鳥取県／鳥取市                 | ノルウェー           | ○ 4-1            | HT分             |                  | A代表デビュー    | 詳細             |
| 2021/11/25                       | 国際親善試合         | 15               | オランダ／アルメレ             | アイスランド         | ● 0-2            |                  |                  | A代表初先発      | 詳細             |
| 2021/11/29                       | 国際親善試合         | 15               | オランダ／ハーグ               | オランダ             | △ 0-0            | 66分             |                  |                  | 詳細             |
| 2022/01/21                       | AFC 女子アジア杯     | 15               | インド／プネー                 | ミャンマー           | ○ 5-0            |                  |                  |                  | 詳細             |
| 2022/01/24                       | AFC 女子アジア杯     | 15               | インド／プネー                 | ベトナム             | ○ 3-0            | 63分             |                  |                  | 詳細             |
| 2022/01/27                       | AFC 女子アジア杯     | 15               | インド／プネー                 | 韓国                 | △ 1-1            |                  |                  | GS首位通過       | 詳細             |
| 2022/01/30                       | AFC 女子アジア杯     | 15               | インド／ナビムンバイ           | タイ                 | ○ 7-0            | 58分             |                  | W杯出場権獲得    | 詳細             |
| 2022/02/03                       | AFC 女子アジア杯     | 15               | インド／プネー                 | 中国                 | △ 2-2 (PK3-4)    |                  |                  | 準決勝敗退       | 詳細             |
| 2022/06/24                       | 国際親善試合         | 10               | セルビア／スタラパゾバ         | セルビア             | ○ 5-0            | 85分             |                  |                  | 詳細             |
| 2022/06/27                       | 国際親善試合         | 10               | フィンランド／トゥルク         | フィンランド         | ○ 5-1            |                  |                  |                  | 詳細             |
| 2022/07/19                       | EAFF E-1選手権       | 10               | 茨城県／鹿嶋市                 | 韓国                 | ○ 2-1            |                  | 65分             | A代表初得点      | 詳細             |
| 2022/07/26                       | EAFF E-1選手権       | 10               | 茨城県／鹿嶋市                 | 中国                 | △ 0-0            |                  |                  | 🏆 優勝          | 詳細             |
| 2022/10/06                       | 国際親善試合         | 10               | 兵庫県／神戸市                 | ナイジェリア         | ○ 2-0            | HT分             |                  |                  | 詳細             |
| 2022/10/09                       | MS＆ADカップ         | 10               | 長野県／長野市                 | ニュージーランド     | ○ 2-0            | HT分             |                  |                  | 詳細             |
| 2022/11/11                       | 国際親善試合         | 6                | スペイン／ムルシア             | イングランド         | ● 0-4            |                  |                  |                  | 詳細             |
| 2022/11/15                       | 国際親善試合         | 6                | スペイン／セビージャ           | スペイン             | ● 0-1            | 61分             |                  |                  | 詳細             |
| 2023/02/16                       | シービリーブスカップ | 8                | アメリカ／オーランド           | ブラジル             | ● 0-1            |                  |                  |                  | 詳細             |
| 2023/02/19                       | シービリーブスカップ | 8                | アメリカ／ナッシュビル         | アメリカ             | ● 0-1            |                  |                  |                  | 詳細             |
| 2023/02/22                       | シービリーブスカップ | 8                | アメリカ／フリスコ             | カナダ               | ○ 3-0            | 89分             |                  | 準優勝           | 詳細             |
| 2023/04/07                       | 国際親善試合         | 6                | ポルトガル／ギマラインス       | ポルトガル           | ○ 2-1            |                  |                  |                  | 詳細             |
| 2023/04/11                       | 国際親善試合         | 6                | デンマーク／オーデンセ         | デンマーク           | ● 0-1            |                  |                  |                  | 詳細             |
| 2023/07/14                       | MS＆ADカップ         | 10               | 宮城県／仙台市                 | パナマ               | ○ 5-0            |                  |                  |                  | 詳細             |
| 2023/07/22                       | FIFA 女子W杯         | 10               | ニュージーランド／ハミルトン   | ザンビア             | ○ 5-0            |                  |                  |                  | 詳細             |
| 2023/07/26                       | FIFA 女子W杯         | 10               | ニュージーランド／ダニーデン   | コスタリカ           | ○ 2-0            | 74分             |                  |                  | 詳細             |
| 2023/07/31                       | FIFA 女子W杯         | 10               | ニュージーランド／ウェリントン | スペイン             | ○ 4-0            | 59分             |                  | GS首位通過       | 詳細             |
| 2023/08/05                       | FIFA 女子W杯         | 10               | ニュージーランド／ウェリントン | ノルウェー           | ○ 3-1            |                  |                  |                  | 詳細             |
| 2023/08/11                       | FIFA 女子W杯         | 10               | ニュージーランド／オークランド | スウェーデン         | ● 1-2            | 80分             |                  | 準々決勝敗退     | 詳細             |
| 2023/09/23                       | 国際親善試合         | 10               | 福岡県／北九州市               | アルゼンチン         | ○ 8-0            | 59分             |                  |                  | 詳細             |
| 2023/10/26                       | 五輪アジア2次予選    | 10               | ウズベキスタン／タシュケント   | インド               | ○ 7-0            | 52分             |                  |                  | 詳細             |
| 2023/10/29                       | 五輪アジア2次予選    | 10               | ウズベキスタン／タシュケント   | ウズベキスタン       | ○ 2-0            | HT分             |                  |                  | 詳細             |
| 2023/11/01                       | 五輪アジア2次予選    | 10               | ウズベキスタン／タシュケント   | ベトナム             | ○ 2-0            |                  |                  | 最終予選進出     | 詳細             |
| 2023/11/30                       | 国際親善試合         | 10               | ブラジル／サンパウロ           | ブラジル             | ● 3-4            |                  |                  |                  | 詳細             |
| 2023/12/03                       | 国際親善試合         | 10               | ブラジル／サンパウロ           | ブラジル             | ○ 2-0            | 62分             |                  |                  | 詳細             |
| 2024/02/24                       | 五輪アジア最終予選   | 10               | サウジアラビア／ジッダ         | 北朝鮮               | △ 0-0            | 69分             |                  |                  | 詳細             |
| 2024/02/28                       | 五輪アジア最終予選   | 10               | 東京都／新宿区                 | 北朝鮮               | ○ 2-1            |                  |                  | 五輪出場権獲得   | 詳細             |
| 2024/04/06                       | シービリーブスカップ | 10               | アメリカ／アトランタ           | アメリカ             | ● 1-2            |                  |                  |                  | 詳細             |
| 2024/04/09                       | シービリーブスカップ | 10               | アメリカ／コロンバス           | ブラジル             | △ 1-1 (PK0-3)    | 85分             |                  |                  | 詳細             |
| 2024/05/31                       | 国際親善試合         | 10               | スペイン／ムルシア             | ニュージーランド     | ○ 2-0            | 74分             |                  |                  | 詳細             |
| 2024/06/03                       | 国際親善試合         | 10               | スペイン／ムルシア             | ニュージーランド     | ○ 4-1            | HT分             |                  |                  | 詳細             |
| 2024/07/13                       | MS＆ADカップ         | 10               | 石川県／金沢市                 | ガーナ               | ○ 4-0            |                  |                  |                  | 詳細             |
| 2024/07/25                       | パリオリンピック     | 10               | フランス／ナント               | スペイン             | ● 1-2            |                  |                  |                  | 詳細             |
| 2024/07/28                       | パリオリンピック     | 10               | フランス／パリ                 | ブラジル             | ○ 2-1            |                  |                  |                  | 詳細             |
| 2024/08/01                       | パリオリンピック     | 10               | フランス／ナント               | ナイジェリア         | ○ 3-1            | 31分             |                  |                  | 詳細             |
| 2024/08/03                       | パリオリンピック     | 10               | フランス／パリ                 | アメリカ             | ● 0-1 (延長)     |                  |                  | 準々決勝敗退     | 詳細             |
| 2024/10/26                       | 国際親善試合         | 10               | 東京都／新宿区                 | 韓国                 | ○ 4-0            | HT分             |                  |                  | 詳細             |
| 2025/02/21                       | シービリーブスカップ | 10               | アメリカ／ヒューストン         | オーストラリア       | ○ 4-0            | 60分             |                  |                  | 詳細             |
| 2025/02/24                       | シービリーブスカップ | 10               | アメリカ／グレンデール         | コロンビア           | ○ 4-1            | 45分             |                  |                  | 詳細             |
| 2025/02/27                       | シービリーブスカップ | 10               | アメリカ／サンディエゴ         | アメリカ             | ○ 2-1            | HT分             |                  | 🏆 初優勝        | 詳細             |
| 2025/04/06                       | 国際親善試合         | 10               | 大阪府／大阪市                 | コロンビア           | △ 1-1            |                  |                  |                  | 詳細             |
| 2025/05/31                       | 国際親善試合         | 10               | ブラジル／サンパウロ           | ブラジル             | ● 3-1            | 68分             |                  |                  | 詳細             |
| 2025/06/27                       | 国際親善試合         | 10               | マドリード／スペイン           | スペイン             | ● 3-1            | 45分             |                  |                  | 詳細             |

## タイトル

### クラブ
- 浦和レッズレディース
  - なでしこリーグ：🏆優勝1回（2014）
- 仁川現代製鉄レッドエンジェルズ
  - WKリーグ：🏆優勝1回（2018）
- 浦和レッズレディースJr.ユース
  - 全日本女子ユース (U-15)サッカー選手権大会：🏆優勝2回（2011、2012）
- 浦和レッズレディースユース
  - 全日本女子ユースサッカー選手権大会：準優勝3回（2013、2014、2016）

### 代表
- U-16日本代表
  - AFC U-16女子選手権: 🏆優勝1回 (2013)
- U-17日本代表
  - FIFA U-17女子ワールドカップ: 🏆優勝1回 (2014)
- U-19日本代表
  - AFC U-19女子選手権: 🏆優勝1回(2017)
- U-20日本代表
  - FIFA U-20女子ワールドカップ: 🏆優勝1回 (2018)

- 日本女子代表（なでしこジャパン）
  - EAFF E-1サッカー選手権: 🏆優勝1回 (2022)
  - シービリーブスカップ：🏆優勝1回（2025）

### 個人
- FIFA U-17女子ワールドカップ
  - ゴールデンボール(大会MVP): 1回 (2016)
- アジア年間最優秀ユース選手賞: 1回 (2016)
- WEリーグ
  - 優秀選手賞: 1回 (2021-22)
- JPFA女子
  - ベストイレブン: 1回 (2023-24)